# 貞明公主
貞明公主（韓語：정명공주；1603年—1685年），朝鮮宣祖的嫡長女，生母為仁穆王后金氏。

## 生平
宣祖三十五年，仁穆王后受冊封為王妃後，隔年五月十九日產下貞明公主，又於宣祖三十九年生下永昌大君。她是宣祖的第21位子女；第10位女兒，也是宣祖唯一的嫡女，她出生時，宣祖已經52歲，可謂老來得女，因此很得宣祖的歡心。
光海君即位後，貞明公主的外祖父金悌男以及她的弟弟永昌大君受到癸丑獄事的牽連，以逆謀罪相繼被處決，之後，光海君將仁穆大妃與貞明公主軟禁於西宮，並將貞明公主貶為翁主。1623年仁祖反正後，恢復了貞明公主的名份。貞明公主與仁穆大妃一起移居昌德宮，當時貞明公主已經21歲，離適婚年齡已遠，於是朝中急忙為她的婚事發出駙馬揀擇令。但由於貞明公主的年紀實在太大了，全國僅9位符合人選，於是只好放寬駙馬揀擇的期限與資格限定，最後選定同知中樞府事洪霙之子洪柱元為駙馬 ，在貞明公主成婚的過程中，由於仁穆大妃下賜御乘馬給駙馬洪柱元，在朝中引起軒然大波，而仁祖碍於反正成功主要得力於仁穆大妃下召懿旨廢黜光海君，因此不忍問罪於她，不僅如此，還下賜仁慶宮的木材和瓦片興建貞明公主的住家 根據朝鮮 《經國大典》的規定，公主的住家不得超過50間房，但貞明公主的住家竟多達200間房，可見朝鮮王室對她的禮遇之深。
貞明公主承襲宣祖和仁穆大妃的筆法，在書法方面造詣頗佳，尤諳韓石峯字體，與仁穆大妃被軟禁於西宮時，常藉由書法撫慰仁穆大妃的心。朝鮮後期書法家南九萬在其著書中曾大力讚揚貞明公主的書法。
貞明公主與洪柱元共生七子一女，其中三子早夭。貞明公主逝世於肅宗11年(1685年)8月10日(陰曆)，享壽83歲（虛歲），死後與洪柱元合葬。其一生經歷朝鮮宣祖、光海君、仁祖、孝宗、顯宗至肅宗共6代王，是朝鮮王朝歷代公主當中最長壽者。正祖的生母惠慶宮洪氏以及後宮元嬪洪氏皆為她的後代。

## 家庭
- 夫：永安尉洪柱元（1606年－1672年）
  - 長子：名台望，夭折。
  - 次子：洪萬容（朝鲜语：홍만용）（1631年－1692年）[10]，初名台器。
  - 三子：洪萬衡（朝鲜语：홍만형）（1633年－1670年）[11]，初名台衡。
  - 四子：洪萬熙，初名台鑑。
  - 五子：名台亮，夭折。
  - 六子：名台六，夭折。
  - 長女：名台妊（1641年－1678年）[12]，適曹殿周。
  - 七子：洪萬恢（1643年－1710年）[13]，初名台七。

## 相關影視作品及演員
- 2015年 電視劇《華政》：李沇熹飾演

## 註腳
1. ↑  .   [2015-03-25]. （原始内容存档于2020-04-18）.
2. ↑  .   [2015-03-25]. （原始内容存档于2015-04-02）.
3. ↑  《仁祖實錄》 元年(1623年) 9月 26日 第1回記事
4. ↑  《仁祖實錄》 元年(1623年) 12月 7日 第三回記事
5. ↑  《仁祖實錄》 2年(1624年) 6月 6日 第3回記事
6. ↑  仁慶宮是光海君時期建於仁王山下的離宮，仁祖即位後廢置
7. ↑  《仁祖實錄》 3年(1625年) 2月 12日 第七回記事
8. ↑  貞明公主→洪萬容→洪重箕→洪鉉輔→洪鳳漢→獻敬懿皇后
9. ↑  貞明公主→洪萬衡→洪重楷→洪良輔→洪昌漢→洪樂春→元嬪洪氏
10. ↑  《肅宗大王實錄》24卷,肅宗18年(1692年)6月6日(甲申)1번째기사
11. ↑  《顯宗大王改修實錄》22卷,顯宗11年(1670年)1月14日(壬寅)1번째기사
12. ↑  《潭陽府使曹公墓誌銘》……配淑人洪氏。豐山望族。永安尉文懿公柱元之女。端莊和敬且警敏。公主有四男。只一女憐之。擇配歸公。淑人旣親三孫。門戶舃奕。而絶無騎貴色。性勤儉。躬執紡績不怠。居常不服文綺。生後公一歲。戊午六月三日卒。壽僅三十八。……
13. ↑  《曾祖考判决事贈吏曹參判府君墓碣銘》……妣貞明公主。濟艱以謙。居尊以約。克享壽祿。燾後無窮。以崇禎癸未正月二十九日。生府君。……庚寅。拜掌隷院判决事。告病免。手書遺戒。殯斂葬祭。一於儉約。毋循俗焉。竟以是年四月十三日。考終于正寢。……